# Storstadshamn
Storstadshamn (originaltitel: On the Waterfront) är en amerikansk dramafilm från 1954 i regi av Elia Kazan. Manuset skrevs av Budd Schulberg, baserat på artikelserien "Crime on the Waterfront" (1948) av Malcolm Johnson i tidningen The Sun. Rollerna spelas av bland andra Marlon Brando, Eva Marie Saint, Karl Malden och Rod Steiger. Filmen hade svensk premiär den 27 december 1954.
År 1989 valdes filmen ut för att bevaras i National Film Registry av USA:s kongressbibliotek då den anses vara ”kulturellt, historiskt eller estetiskt betydelsefull”.

## Handling
Terry Malloy (Marlon Brando) drömmer om att bli boxare medan han springer ärenden åt Johnny Friendly (Lee J. Cobb), en korrupt fackföreningsledare. En dag blir Terry vittne till ett mord som utförs av Johnny Friendlys hejdukar. Sedan kommer han i kontakt med den mördades syster Edie (Eva Marie Saint) och en präst, fader Barry (Karl Malden). Dessa försöker få honom att avslöja den information som behövs för att fälla den korrupte fackföreningsledaren i domstol.

## Rollista
- Marlon Brando – Terry Malloy
- Eva Marie Saint – Edie Doyle

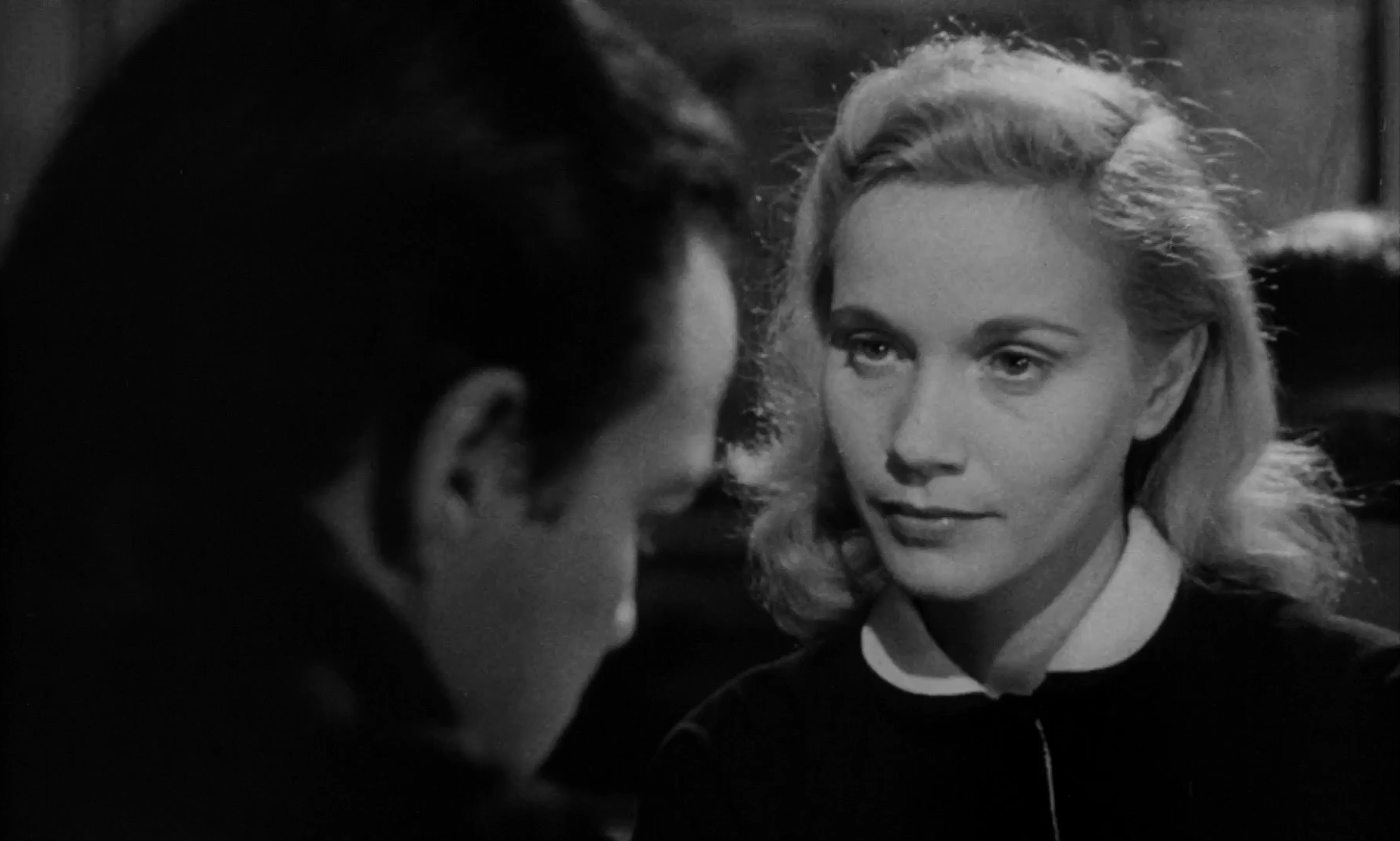
Marlon Brando och Eva Marie Saint i rollerna som Terry Malloy och Edie Doyle.

- Lee J. Cobb – Michael J. Skelly, kallas "Johnny Friendly"
- Karl Malden – Fader Barry
- Rod Steiger – Charles Malloy, kallas "Charley the Gent", Terrys äldre bror
- Pat Henning – Timothy J. "Kayo" Dugan
- John F. Hamilton – "Pop" Doyle, Edies far
- Ben Wagner – Joey Doyle
- James Westerfield – Big Mac
- Fred Gwynne – Mladen "Slim" Sekulovich
- Leif Erickson – Inspector Glover, kriminalutredare
- Ben Wagner – Joey Doyle
- Martin Balsam – Gillette, kriminalutredare
- Katherine MacGregor – En hamnarbetares mor (ej krediterad)
- Pat Hingle – Bartender (ej krediterad)
- Nehemiah Persoff – Taxichaufför (ej krediterad)

## Om filmen
Filmens tema var kontroversiellt på grund av att Elia Kazan var filmens regissör. Han var ökänd av allmänheten för att 1952 ha pekat ut kommunismsympatisörer inför House Un-American Activities Committee under den "röda faran".

## Priser och utmärkelser
Filmen vann en stor mängd priser, bland annat hela åtta Oscar, och blev nominerad i ytterligare fyra kategorier vid Oscarsgalan 1955. Oscarsvinnarna:
- Sam Spiegel tog emot priset för bästa film
- Elia Kazan för bästa regi
- Marlon Brando för bästa manliga huvudroll
- Eva Marie Saint för bästa kvinnliga biroll
- Budd Schulberg för bästa bästa manus efter förlaga
- Boris Kaufman för bästa foto
- Gene Milford för bästa klippning
- Richard Day för bästa scenografi

Filmen vann även pris vid BAFTA Awards och Golden Globe Awards.